# Hermann Morres
Hermann Morres (* 22. Mai 1885 in Kronstadt, Österreich-Ungarn; † 30. März 1971 ebenda) war ein Maler, Grafiker, Kunstpädagoge und Komponist.

## Leben
Morres lernte als Sechzehnjähriger bei Paul Richter das Klavierspielen. Von 1904 bis 1908 studierte er in Budapest an der Ungarischen Akademie der Bildenden Künste und wirkte von 1908 bis zu seiner Pensionierung (1948) als Kunstpädagoge und Zeichenlehrer an verschiedenen Schulen seiner Vaterstadt. Schon während seiner Studienzeit hatte er im Budapester Nemzeti Szalon (1906) ausgestellt. Zeitweilig hielt er sich während des Sommers in der Künstlerkolonie von Nagybánya (Baia Mare) auf, wo er mit ungarischen Malern wie Béla Iványi-Grünwald, Sándor Ziffer, Oliver Pittnér, József Klein und den sächsischen Künstlerinnen und Künstlern wie Anna Dörschlag, Luise Goldschmidt, Hans Mattis-Teutsch und anderen zusammentraf, die sich hier zum Gedankenaustausch und gemeinsamen kreativen Schaffen einfanden.
In Kronstadt waren seine Ausstellungen in der ersten Jahrhunderthälfte ein fester Bestandteil der Kunstereignisse. Er pflegte – mit gelegentlichen Abstechern ins Impressionistische und ins Symbolistische (Die Vier Jahreszeiten) – bis ins hohe Alter eine gegenständliche Malerei, mit den Hauptthemen aus der heimatlichen Landschaft und dem Leben ihrer Menschen, die in zahlreichen Bildern genrehaft gestaltet sind (Pfingstfest in Draas, Bockelung in Urwegen u. a.).
Morres komponierte ungefähr 400 Konzertlieder sowie Chöre und Klavierstücke. Zu seinen Künstlerfreunden gehörten unter anderen der bekannte Maler und Bildhauer Hans Mattis-Teutsch sowie der Lyriker Theodor Popescu-Șoimu. In seinem letzten Lebensjahrzehnt verhinderte die fortschreitende Erblindung das weitere Arbeiten. Morres verstarb am 30. März 1971 an cholestatischem Ikterus und hinterließ seine Frau Anni.